# Jan Vodička (politik)
Jan Vodička (10. července 1893 Praha – 9. března 1961 Praha) byl československý politik a meziválečný i poválečný poslanec Národního shromáždění republiky za Komunistickou stranu Československa.

## Biografie
Narodil se v Praze jako syn dělníka. Vyučil se řezníkem.
Za první světové války přešel do Československých legií v Rusku, kde se zúčastnil bitvy u Zborova. Později přestoupil k Rudé armádě. V Československých legiích měl jako stoupenec bolševiků konflikty s velením, včetně Josefa Jiřího Švece. O něm pak pojednal Rudolf Medek v divadelní hře Plukovník Švec, přičemž postava komunistických agitátorů, kteří doženou plukovníka k sebevraždě byla ztvárněna po vzoru aktivit Jana Vodičky. Po návratu do nově vzniklého Československa se pak angažoval se spolcích rudých legionářů. Ve 30. letech 20. století patřil také mezi přední komunistické aktivisty v rámci Svazu proletářských bezvěrců.
Po návratu do Československa byl nejprve členem levého křídla sociálně demokratické strany, pak se roku 1921 přidal k nově vzniklé KSČ. Byl funkcionářem strany na okresní, krajské i celostátní úrovni. V parlamentních volbách v roce 1935 se stal poslancem Národního shromáždění za komunisty. O poslanecké křeslo přišel v prosinci 1938 v souvislosti s rozpuštěním KSČ. Profesí byl redaktorem. Podle údajů z roku 1935 bydlel v Praze.
Za nacistické okupace byl vězněn v koncentračním táboře Sachsenhausen. Po válce se proto angažoval ve Svazu protifašistických bojovníků. Od roku 1948, podle jiného zdroje od roku 1951, zastával funkci předsedy Svazu protifašistických bojovníků. Uvádí se v ní ještě roku 1954. Zastával i stranické funkce. 2. srpna 1945 byl kooptován za člena ÚV KSČ. Ve funkci ho potvrdil VIII. sjezd KSČ, IX. sjezd KSČ, X. sjezd KSČ a XI. sjezd KSČ.
Po osvobození byl v letech 1945–1946 poslancem Prozatímního Národního shromáždění a v letech 1946–1948 Ústavodárného Národního shromáždění. V letech 1948–1961 zasedal v Národním shromáždění (po roce 1960 Národní shromáždění Československé socialistické republiky). V parlamentu setrval až do své smrti v březnu 1961. Místo něj pak do Národního shromáždění nastoupil Bohuslav Stainer.